# Mariano Pidelaserra
Mariano Pidelaserra Brias (Barcelona 1877-1946) fue un pintor español. Representante del impresionismo en Cataluña, también se acercó a la nueva objetividad, el puntillismo y el fauvismo en sus últimos años, con un estilo propio.

## Biografía

### Infancia y formación
Nació en el barrio barcelonés de Puebloseco, aunque su infancia y juventud discurrieron en el barrio de Sants.
Era hijo de la baja burguesía, la llamada "menestralía", su padre, un pintor aficionado que era amigo íntimo del pintor barcelonés Simón Gómez Polo tenía una pequeña fábrica de tintes y de negro humo.
Recibió formación en la Escuela Llotja y en la Academia Martínez Altés, de donde no sacó gran provecho, de esta forma su padre le animó a iniciarse en la litografía en el taller de los Gual, donde el dibujo era algo importante.
Para seguir con su aprendizaje realizó la prueba para la academia de Pedro Borrell, donde estuvo desde los quince hasta los diecinueve años. Durante este periodo hizo amistad con el escultor Emili Fontbona y con Xavier Nogués; también conoció a Isidre Nonell, Ricard Canals, el pintor Pere Ysern, Solà Andreu, el poeta Josep Lleonart i Maragall, el propio Adrià Gual, José María Sert. El propio Borrell animó al padre de Pidelaserra a que dejase el aprendizaje de la litografía para que se dedicase al “arte puro”.
Durante este tiempo Pidelaserra realizó sendas excursiones pirenaicas con sus compañeros, y también conoció las peñas, siempre le complacieron estos viajes reanudándolos en sus últimos años.
Será también en estos momentos cuando comience a frecuentar un local de la calle Hospital, El Rovell de L'ou, donde se empezaron a reunir todo el grupo de la Academia Borrell junto con otros intelectuales de la época (literatos, artistas...).

### Viaje a París (1899- 1901)
Este viaje constituía su máxima ambición. Viajó con sus amigos, el escultor Fontbona e Ysern, que habían formado parte, como él, del grupo Rovell de l'Ou. Sobre todo para Pidelaserra fue algo sorprendente, por el lugar, ambiente, la mezcla del lujo y la miseria. Los primeros meses se los pasaron observando la vida parisina, y decidieron al cabo entrar en una academia nocturna, donde ellos mismos servían de modelos ya que la renta que les venía de Barcelona era escasa. Fue entonces cuando empezó a cultivar el género del autorretrato.
En estos años descubrió la corriente impresionista. Le influenciaron sobre todo las obras de Monet y Sisley, como citó una vez Alfredo Opisso hablando de sus pinturas. Aunque realmente en el trabajo de Pidelaserra se advierte un intento de superar el impresionismo, algo más poético con la ayuda de colores buscando armonías y expresión.

### Barcelona (1901)
A su regreso expuso en febrero de 1902 en la Sala Parés de Barcelona las primeras pinturas plenamente impresionistas hechas por un pintor catalán. La exposición estuvo formada por cuarenta y dos obras, treinta de ellas paisajes parisinos, cuatro de los arrabales de Barcelona, pintadas al regresar, tres retratos (Fontbona, Isern, y sus propios padres) y el resto estudios de interiores.
Raimon Casellas, un notable escritor y crítico de la Barcelona modernista, destacó la personalidad de este pintor cuando vio la exposición. También Sebastià Junyer i Vidal habló de él en la revista Juventut, y afirmó que vendrían tiempos mejores para la pintura catalana. 
Una obra destacable de este momento es la titulada La familia, que retrataba a la familia de Narcís Deu i Mata, tío del artista. Esta obra, expuesta en la Sala Parés, destacaba por su aspecto realista y con la figura casi dominante de la mujer se ha relacionado con La familia de Carlos IV de Goya, aunque fue muy criticada.

### Estancia en Montseny
Reaccionando frente a estas críticas, decidió pasar un verano retirado en la ermita de Sant Segimon, en el Montseny (1903), un lugar destacable en Cataluña por sus paisajes. Esto acentuó la expresividad en su obra, y se aproximó al puntillismo aunque no pueda calificarse de ese modo por su utilización de grandes masas de colores complementarios. Pujols se sintió atraído por este conjunto de obras, y presentó doce en el Ateneo Barcelonés en el otoño de 1903, entre ellas Montañas desde el Montseny y Día despejado por la mañana, conservadas en el (Museo Nacional de Arte de Cataluña). Pero esta exposición no gozó de gran fortuna. Aunque cercano a artistas como Seurat, Signac o Pisarro entre otros.
En 1905 organizaron una exposición colectiva Xavier Nogués, Joaquín Torres García, Sebastià Junyer, Ysern y Pidelaserra, en la que este último exhibió tres paisajes del Montseny ya presentados en el Ateneo más tres retratos familiares. La crítica casi no comentó esta aportación y Casellas no comprendía como tan grande artista había acabado pintando de este modo.

### Retiro pictórico (1905- 1928)
A partir de este momento su obra derivó hacia un estilo personal primitivista y brutal, que nunca conectó con el gran público. Este rechazo provocó que durante unos años, decepcionado por la acogida que había tenido, estuviera apartado de la pintura, al igual que su amigo Xavier Nogués, lo que les unió más estrechamente. Durante un tiempo se centró en la industria familiar aunque nunca abandonó por completo la actividad artística y en ocasiones proporcionó dibujos para la primera época del Papitu, publicados con el seudónimo de “Pius”. Con todo, en esta etapa participó en la IX Exposición de Les Arts i les Artistes, donde exhibió seis paisajes, y en otoño de 1915, Lluís Plandiura, uno de sus grandes mecenas y comprador de la mayor parte de su obra, mostró en las Galeries d' Art Modern i Antiguitats, 205 obras de su colección de arte contemporáneo, de las que quince correspondían a Pidelaserra. 
La Primera Guerra Mundial hizo que su fortuna se incrementase de forma muy significativa y pudo dedicarse exclusivamente a la pintura.

### Vuelta a la actividad artística
De vuelta a la actividad pictórica los escenarios que más le inspiran fueron las montañas de Corbera y las de los alrededores de la Conrería, que interpreta con un tono áspero y agresivo cercano al expresionismo.
Ya en 1921 pintó Retrat de noi y Retrat amb trenes, de 1924 es La familia y de 1925 Nena estiuejant, donde vemos una ganancia en el tema del color, sobre todo en los paisajes, en los que vemos relación con los de Mallorca y los del Valle de Arán, también desde el Tibidabo.
En abril de 1928 volvió a la Sala Parés con una obra renovada. En esta exposición, que le sirvió para reanudar su actividad artística, expuso seis naturalezas muertas, cinco paisajes del Tibidabo, nueve del Vallés y once figuras. La crítica admiró y respeto su trabajo en esta nueva exposición, aunque muchos siguieron sin entender la estética de sus figuras. Esto prevaleció en la siguiente exposición post resurrectionem en la Sala Parés en 1932.
Además participó en una colectiva de pintura contemporánea catalana, organizada en América por la College Art Association, exhibida en el Brooklyn Museum de Nueva York, donde participaban artistas como Picasso, Nogués, Créixams, Pruna, Humbert...
Fueron los momentos de mayor actividad profesional. En la Sala Avinyo expuso La senyora del vel negre en 1932; en el mismo año en el Salón Barcelona, exposición de primavera, presentó Noia en blanc i roig, y dos paisajes Hivern y El riu. También participó junto a otros artistas en la Junta Municipal de Exposiciones de Arte, muestra organizada por el marchante A. Vecht en su galería de Ámsterdam en 1933.
Un año más tarde presentó en la Galerías Syra cuarenta obras, entre ellas algunos paisajes del Vallés, tan importantes en su obra, retratados ahora con una gama cromática más acentuada.
El periodo más importante de su actividad corresponde a los años 1933, 1934 y 1935, con obras como Sol, Tiana, La fondalada, Dia núvol, Tempesta, Garberes... También cabe citar de estos años sus naturalezas muertas en las que más se acerca a la pintura fauve.

«Los críticos han solido dividir la pintura de Pidelaserra en varias etapas. En su llamada tercera época, cuando acentúa su impresionismo, acaso desligándose un poco del puntillismo que llevó a sus paisajes del Montseny, el artista pinta en Mallorca, en el Alto Llobregat, en la Corbera, en la Conrería, y es, probablemente, donde se halla lo mejor de su producción...»
Bernardino de Pantorba

De 1936 a 1939, años de la Guerra Civil Española, apenas se conocen pinturas aunque si que hay series de ilustraciones al estilo del Papitu, entre ellas la llamada Els vençuts, posiblemente la más perfecta y de mayor envergadura de su carrera. También puede destacarse de esta época La vida de Jesús, serie pintada entre 1939 y 1942 y compuesta por veinticuatro telas, de gran sentimiento dramático.

### Últimos años de vida y muerte
En los últimos años de su vida se dedicó, además de a completar estas dos series, a los retratos y paisajes, sobre todo de Aragón y Mallorca. En el entorno del Pirineo destaca la naturalidad, la grandeza del espacio y el cromatismo.
Poco después de morir su compañero Isern, que había vuelto a Barcelona tras la guerra, fallece el 7 de octubre de 1946 debido a una deformación del organismo que consume lentamente sus fuerzas.
Como muchos de los grandes artistas de estos momentos, Pidelaserra muere sin pena ni gloria, sin reconocimiento y sin eco alguno de su obra, en silencio casi absoluto.

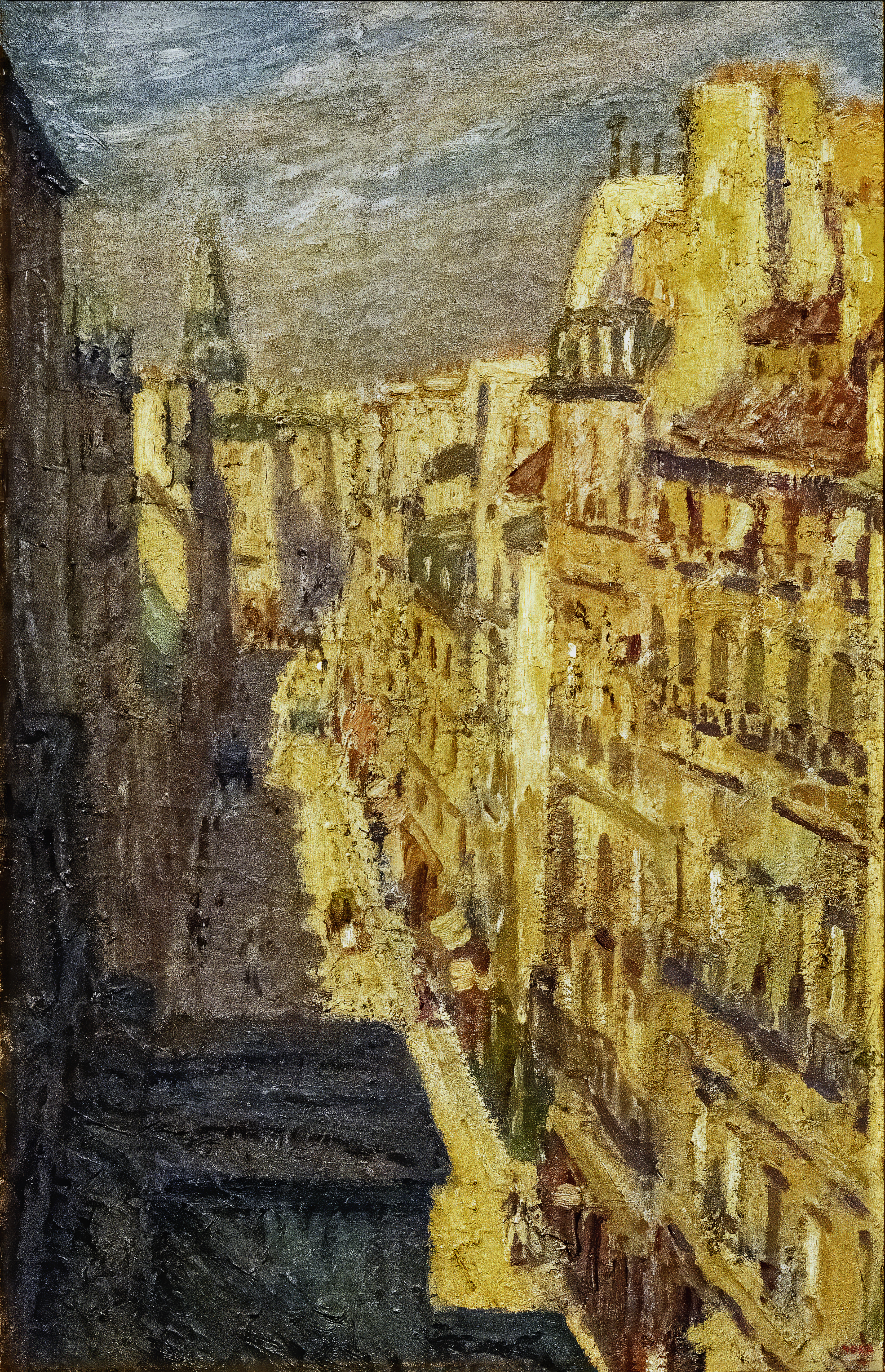
Una calle de París (Sol de invierno) al Museu Nacional d'Art de Catalunya
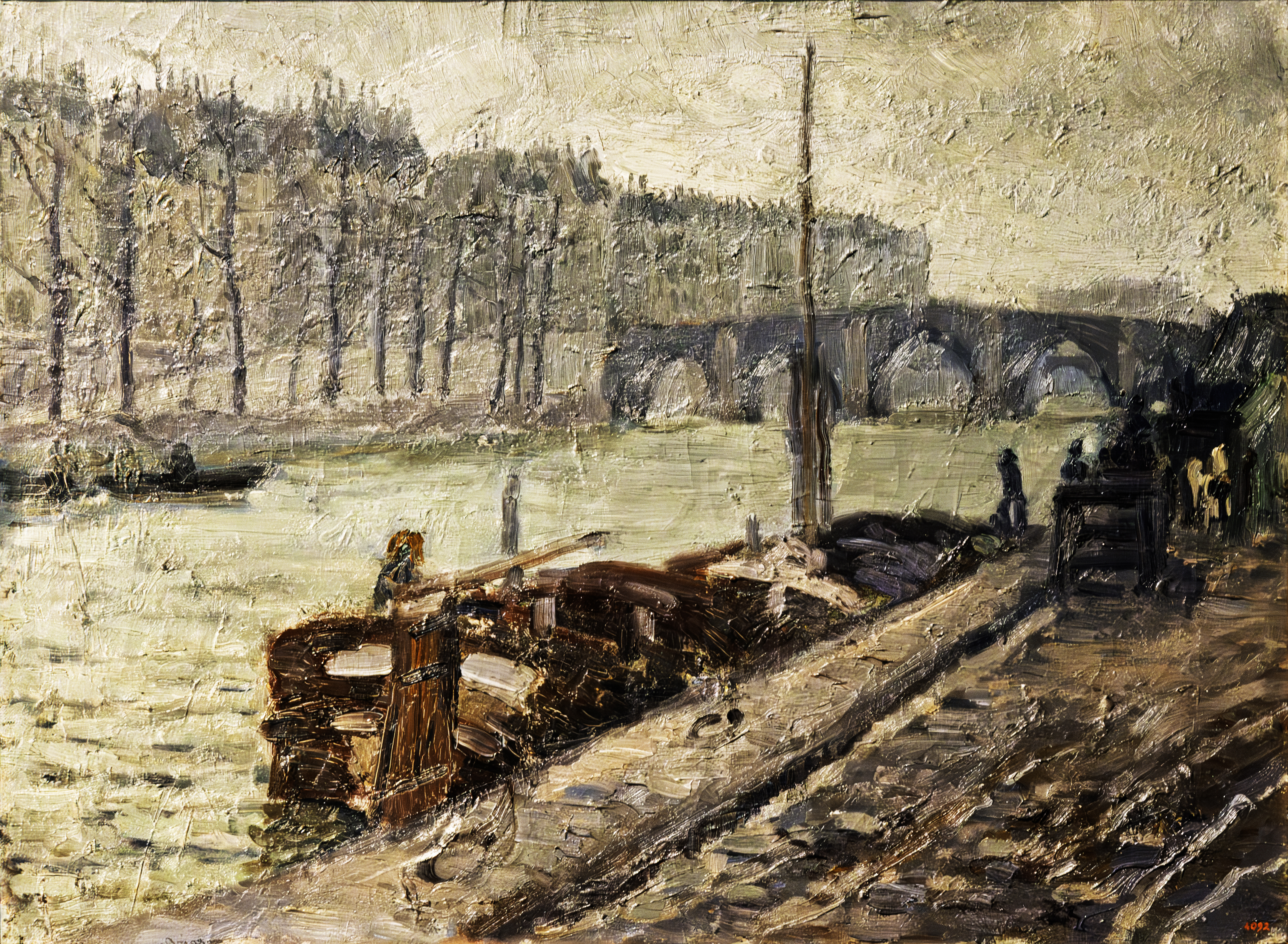
El Sena en un día gris (1900-1901) al Museu Nacional d'Art de Catalunya
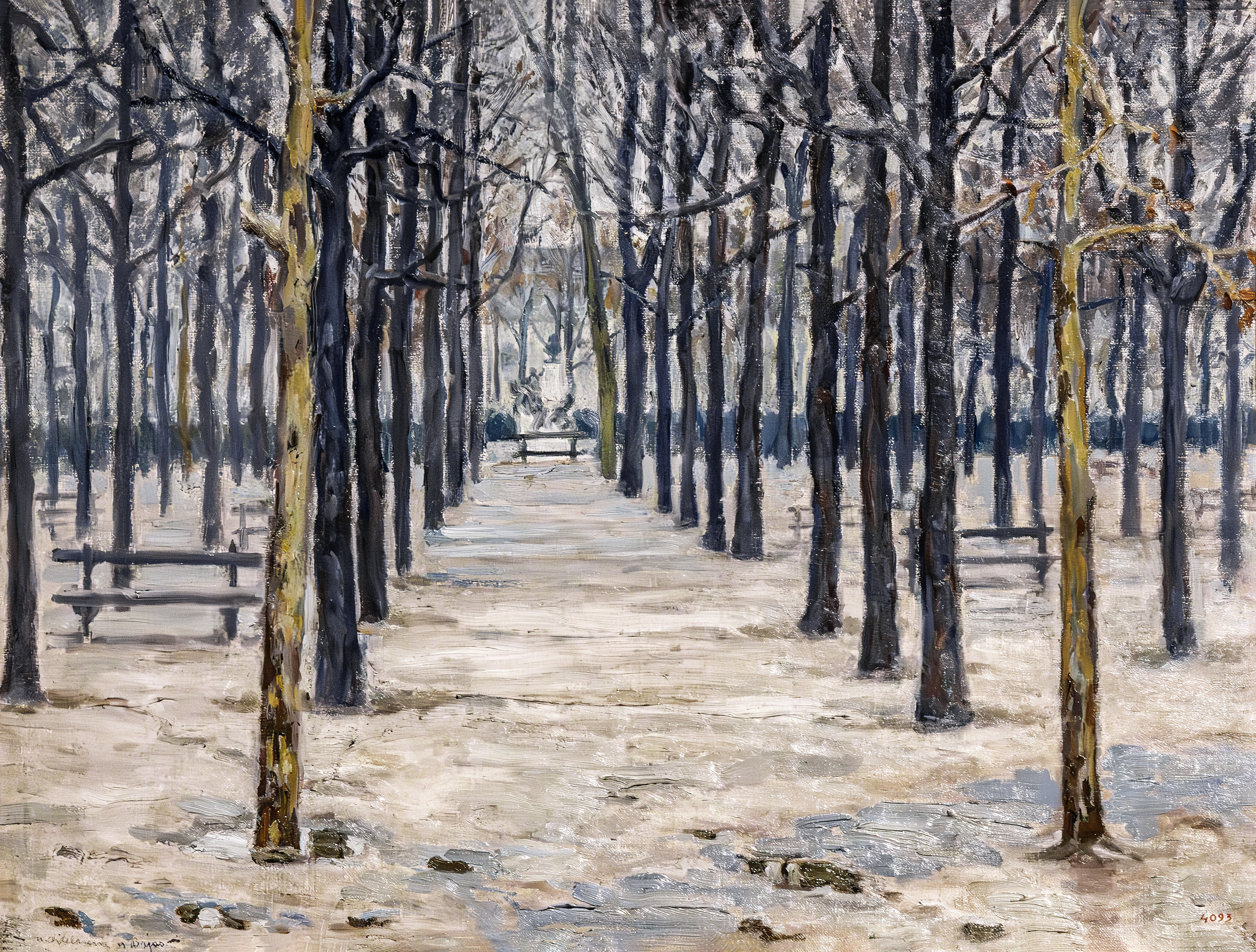
Un día de invierno en el Jardín de Luxemburgo al Museu Nacional d'Art de Catalunya
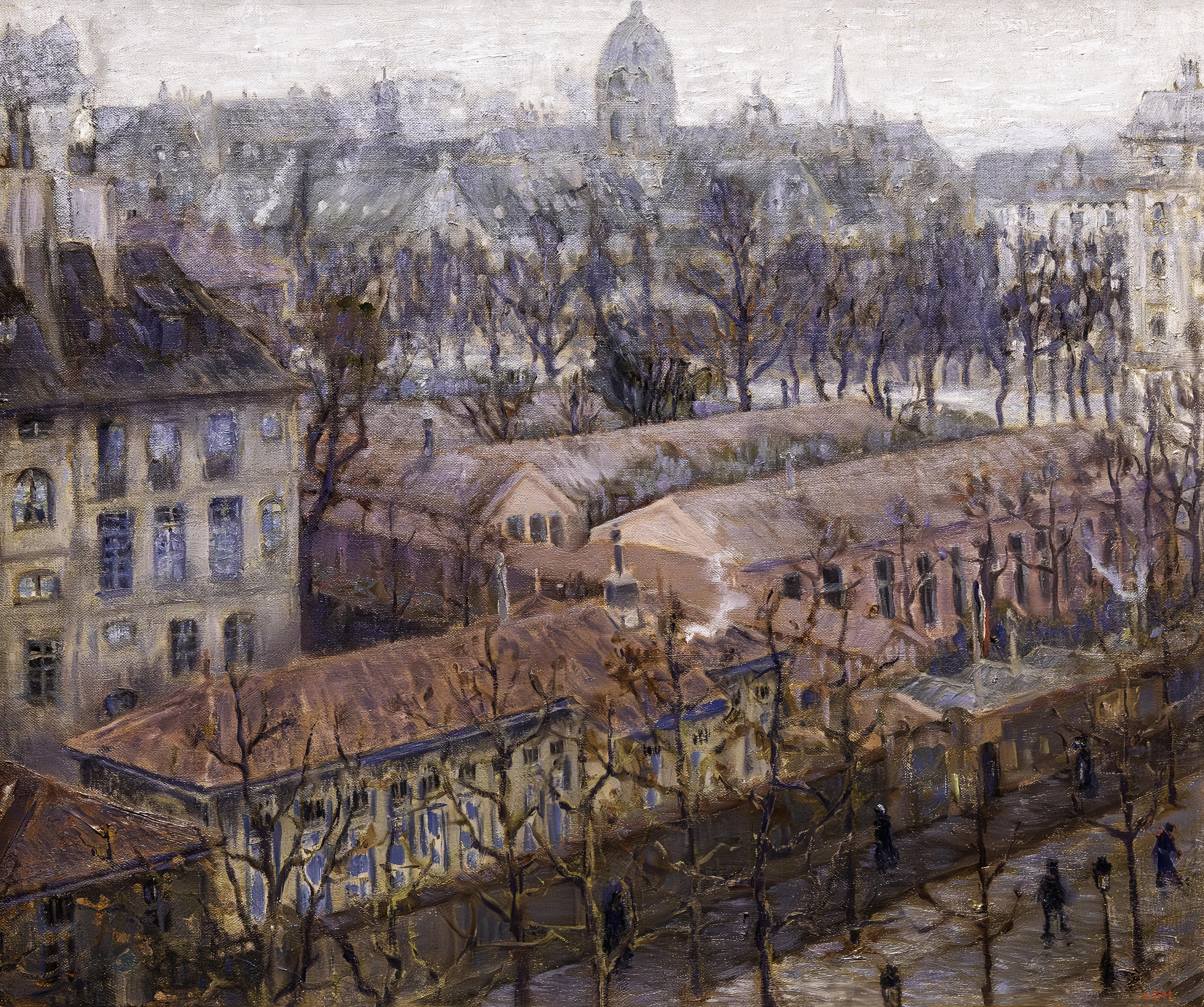
Vista aérea de un trocito de París (invierno, día de niebla) al Museu Nacional d'Art de Catalunya